# Lampropeltis alterna
Lampropeltis alterna là một loài rắn trong họ Rắn nước. Loài này được Brown mô tả khoa học đầu tiên năm 1901.

## Hình ảnh

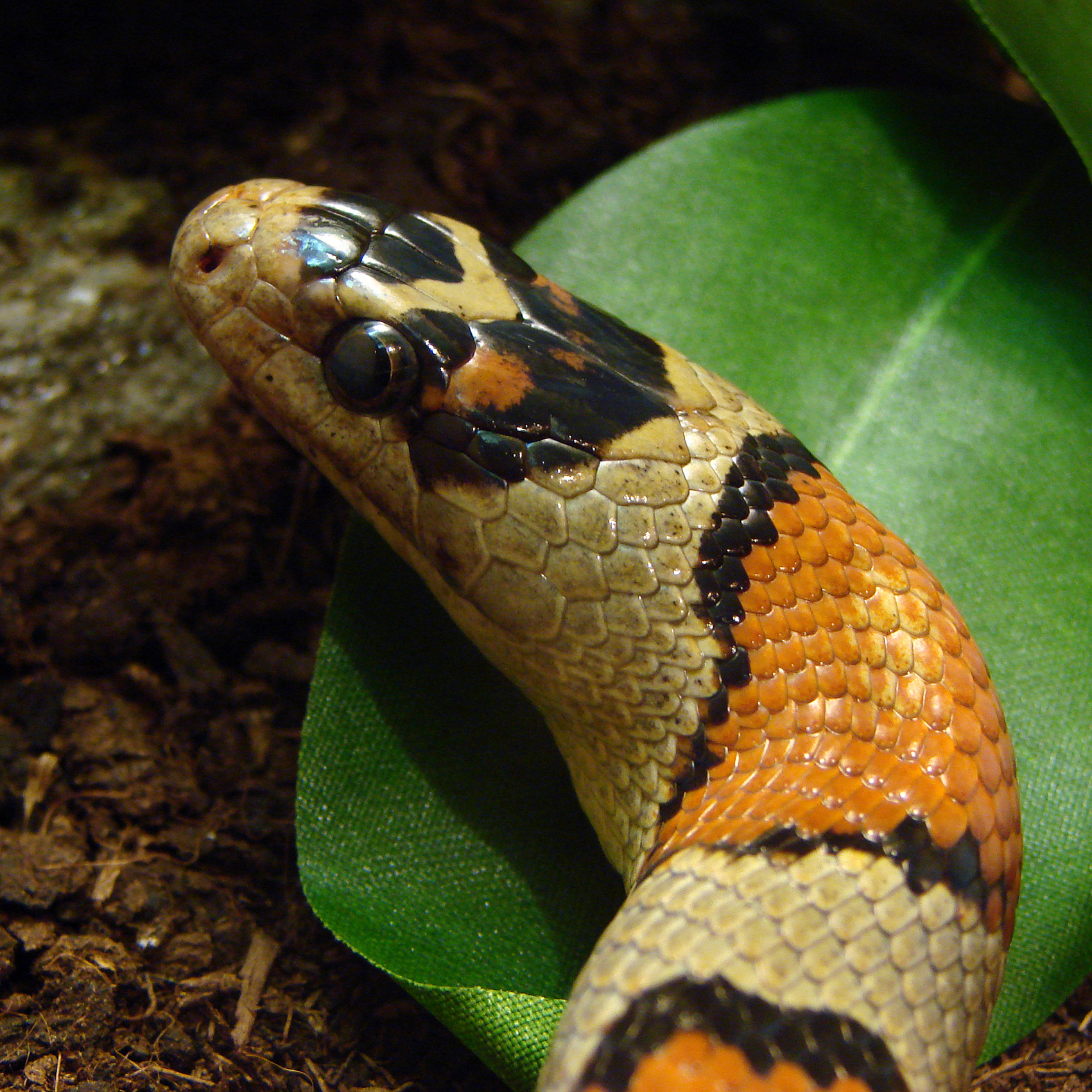
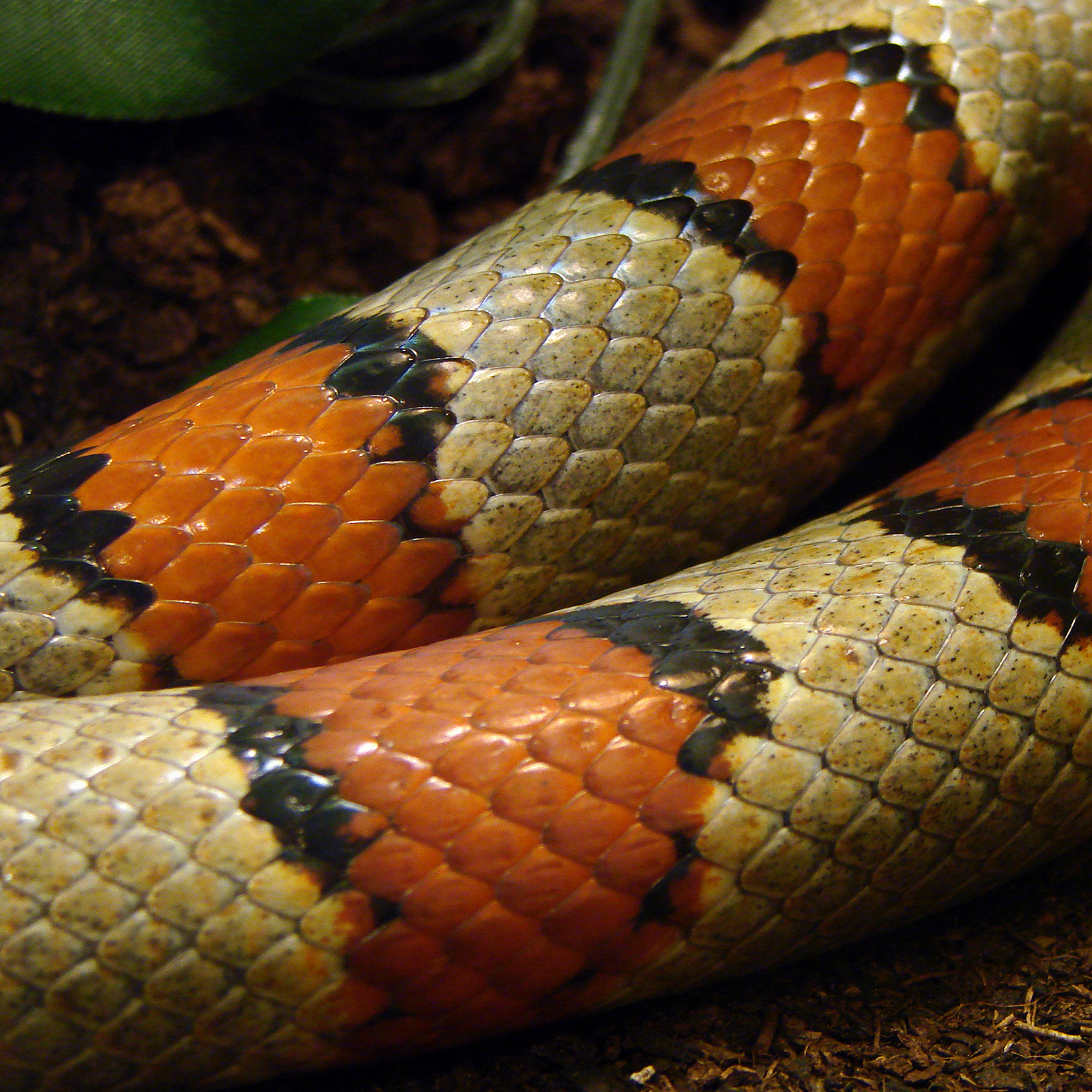
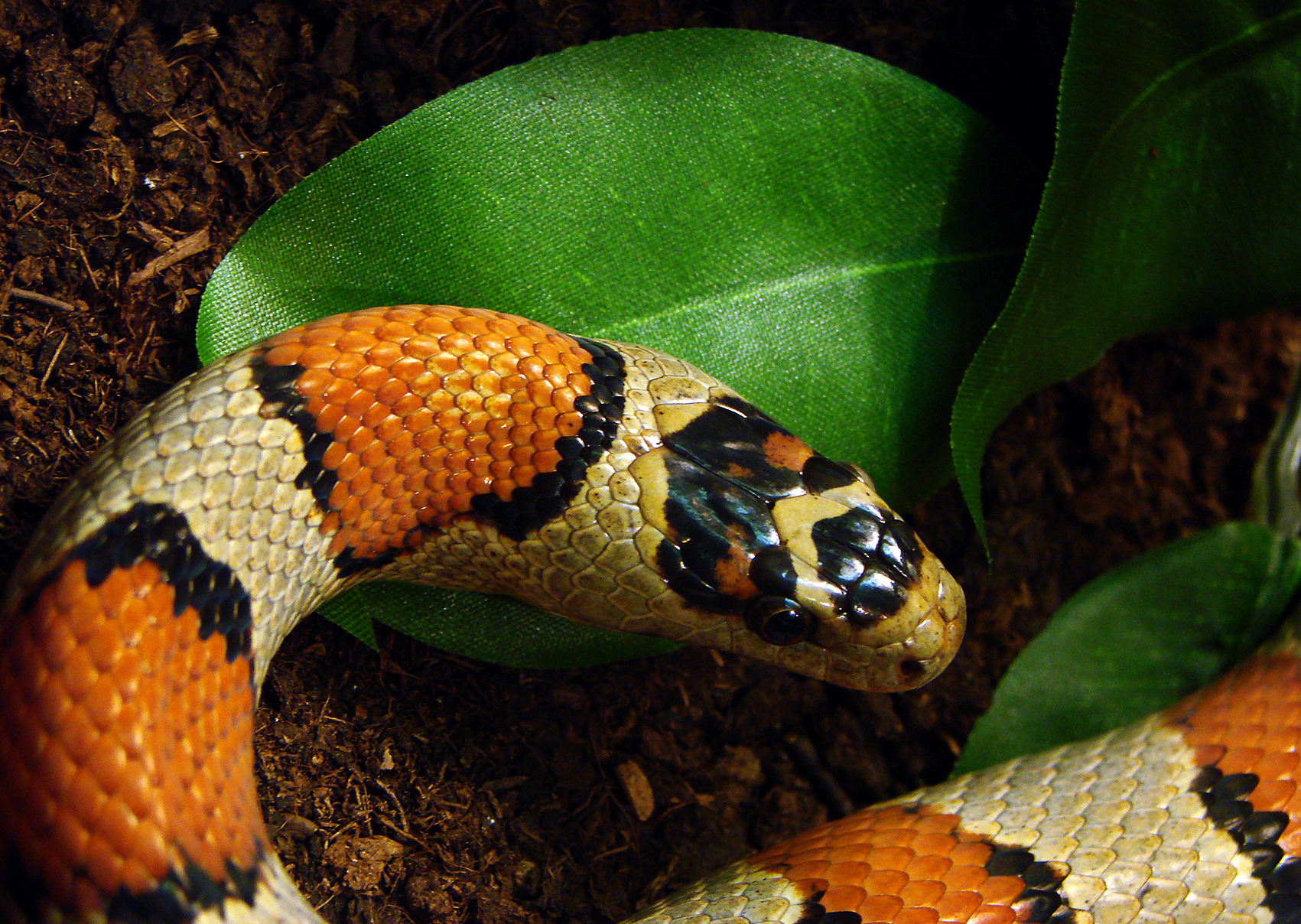